# Гетто в Верещаках (Могилёвская область)
Гетто в Верещаках (лето 1941 — лето 1942) — еврейское гетто, место принудительного переселения евреев деревни Верещаки Горецкого района Могилёвской области и близлежащих населённых пунктов в процессе преследования и уничтожения евреев во время оккупации территории Белоруссии войсками нацистской Германии в период Второй мировой войны.

## Оккупация Верещак и создание гетто
В 1930 году в деревне Верещаки был создан еврейский колхоз, и к началу войны бо́льшую часть деревни составляли евреи. В середине июля 1941 года деревня была занята немецкими войсками. В начале августа 1941 года немцы, реализуя нацистскую программу уничтожения евреев, организовали в деревне гетто. Оно был открытого типа, его не охраняли, но периодически проверяли полицейские из расположенного рядом, в деревне Шарипы, волостного полицейского участка. Евреям Верещак приказали нашить на одежде желтые звёзды, запретили уходить из деревни и использовали на принудительных работах.

## Уничтожение гетто
Летом 1942 года (в октябре 1941 года) немцы убили последних ещё живых узников гетто.
Рядом с заранее вырытой большой глубокой ямой был установлен пулемет. Евреям приказывали по 10 человек ложиться в яму и расстреливали.

## Память
В 1986 году на месте расстрела на братской могиле появилась металлическая табличка. Затем там был установлен памятник. Надпись на памятнике гласит, что здесь были расстреляны 101 человек. Но наверняка убитых было намного больше, так как на летние каникулы в деревню приехало много родственников из других городов. В архиве музея Яд ва-Шем пока имеются данные только на 30 убитых евреев в Верещаках.
Имена погибших, которые были известны на 1 января 1995 года, внесены в книгу «Памяць. Горацкі раён» и выбиты на мемориальных плитах, установленных у памятника «Скорбящая мать» в Горках.
Нина Ковалёва, член Союза писателей Беларуси, посвятила трагедии в этой деревне стихотворение «Верещаки».